# Dystipsidera flavipes
Distipsidera flavipes – gatunek chrząszcza z rodziny biegaczowatych i podrodziny trzyszczowatych.
Gatunek ten opisany został w 1887 roku przez Williama Johna Macleayego.
Drapieżnik wyspecjalizowany w polowaniu na drobne stawonogi na gładkich pniach eukaliptusów. Zaniepokojony potrafi szybko odfrunąć, jednak wraca zwykle w miejsce z którego odleciał.
Gatunek endemiczny dla Australii, gdzie występuje w Queensland.